# Alcool propargilic
Alcoolul propargilic este un compus organic cu formula chimică C3H4O. Este cel mai simplu alcool stabil ce conțin o grupă funcțională alchină. Este un lichid incolor, vâscos, miscibil cu apa și cu majoritatea solvenților organici polari.

## Obținere
Alcoolul propargilic este obținut în urma reacției de adiție a formaldehidei la acetilenă în prezența unui catalizator de cupru (se poate utiliza acetilură de cupru (I) ) și la temperaturi cuprinse între 95 și 150 °C și la presiuni de 2 până la 3 bari:
Mai poate fi preparat prin dehidroclorurarea 3-cloro-2-propen-1-olului în prezență de hidroxid de sodiu.

## Proprietăți
Alcoolul propargilic polimerizează în urma încălzirii cu baze. Poate fi utilizat în reacții de sinteză organică. Poate fi oxidat la propinal  sau la  acid propargilic.